# Думітрана
Думітрана (рум. Dumitrana) — село у повіті Ілфов в Румунії. Адміністративно підпорядковане місту Мегуреле.
Село розташоване на відстані 15 км на південний захід від Бухареста.

## Населення
За даними перепису населення 2002 року у селі проживали 702 особи, з них 700 осіб (99,7%) румунів. Рідною мовою 700 осіб (99,7%) назвали румунську.